# Ролл, Джамиал
Джамиал Сент-Джон Ролл (англ. Jamial St. John Rolle; род. 16 апреля 1980, Нассау) — багамский легкоатлет, специалист по бегу на короткие дистанции. Выступал на профессиональном уровне в 1999—2018 годах, чемпион Центральной Америки и Карибского бассейна, призёр ряда крупных международных стартов, участник двух летних Олимпийских игр.

## Биография
Джамиал Ролл родился 16 апреля 1980 года в Нассау, Багамские Острова.
Занимался лёгкой атлетикой во время учёбы в Университете штата Миссури, с 1999 года регулярно стартовал на различных студенческих соревнованиях в США.
Первого серьёзного успеха на международном уровне добился в сезоне 2001 года, когда вошёл в состав багамской сборной и выступил на чемпионате Центральной Америки и Карибского бассейна в Гватемале, где одержал победу в зачёте эстафеты 4×100 метров.
В 2002 году бежал 100 и 200 метров на Играх Содружества в Манчестере, а также на молодёжном первенстве NACAC в Сан-Антонио — во втором случае ещё и стал серебряным призёром в эстафете 4×100 метров.
В 2003 году стартовал в спринтерских дисциплинах на чемпионате Центральной Америки и Карибского бассейна в Сент-Джорджесе, на Панамериканских играх в Санто-Доминго.
В 2005 году на домашнем центральноамериканском и карибском чемпионате в Нассау дошёл до полуфинала в беге на 100 метров и завоевал бронзовую награду в эстафете 4×100 метров.
В 2006 году на Играх Содружества в Мельбурне соревновался в дисциплине 200 метров, тогда как на Центральноамериканских и Карибских играх в Картахене занял седьмое место в дисциплине 100 метров.
В 2008 году в 200-метровом беге был седьмым на чемпионате Центральной Америки и Карибского бассейна в Кали. Благодаря череде успешных выступлений удостоился права защищать честь страны на летних Олимпийских играх в Пекине — на предварительном квалификационном этапе 200 метров показал время 20,93, чего оказалось недостаточно для выхода во второй раунд.
В 2010 году среди прочего участвовал в Центральноамериканских и Карибских играх в Маягуэсе и в Играх Содружества в Дели.
В 2011 году стартовал на чемпионате Центральной Америки и Карибского бассейна в Маягуэсе и на Панамериканских играх в Гвадалахаре.
В 2013 году отметился победой в эстафете 4×100 метров на центральноамериканском и карибском чемпионате в Морелии, бежал 200 метров и эстафету 4×100 метров на чемпионате мира в Москве.
На Центральноамериканских и Карибских играх 2014 года в Веракрусе не вышел в финал 200-метрового бега.
Принимал участие в Олимпийских играх 2016 года в Рио-де-Жанейро — на предварительном квалификационном этапе 100 метров показал результат 10,68 и в следующий круг соревнований не прошёл.
Завершил спортивную карьеру по окончании сезона 2018 года.